# Simulium kilibanum
Simulium kilibanum är en tvåvingeart som beskrevs av Gouteux 1977. Simulium kilibanum ingår i släktet Simulium och familjen knott.
Artens utbredningsområde är Kongo. Inga underarter finns listade i Catalogue of Life.